# Daraboshegy, Vas
Daraboshegy  este un sat în districtul Körmend, județul Vas, Ungaria, având o populație de 97 de locuitori (2011). 

## Demografie
Componența etnică a satului Daraboshegy
     Maghiari (100%)
Componența confesională a satului Daraboshegy
     Romano-catolici (79,38%)
     Fără religie (7,22%)
     Necunoscută (13,4%)
Conform recensământului din 2011, satul Daraboshegy avea 97 de locuitori. Din punct de vedere etnic, majoritatea locuitorilor (100,0%) erau maghiari.  Din punct de vedere confesional, majoritatea locuitorilor (79,38%) erau romano-catolici, cu o minoritate de persoane fără religie (7,22%). Pentru 13,4% din locuitori nu este cunoscută apartenența confesională.